# Харрисон, Барбара Джейн
Барбара Джейн Харрисон (англ. Barbara Jane Harrison; 24 мая 1945 — 8 апреля 1968) — британская бортпроводница, награждённая посмертно крестом Георга за действия по спасению пассажиров при катастрофе самолёта Boeing 707 в аэропорту Хитроу 8 апреля 1968 года.

## Биография

### Детство и юность
Барбара Джейн Харрисон родилась в Брадфорде, в семье Алана и Лены Харрисон (Alan Harrison, Lena Harrison). Алан Харрисон был полицейским. Его отец — дед Джейн — некоторое время, живя в США, работал садовником у Чарли Чаплина. Мать Джейн — Лена была по национальности итальянкой (хотя родилась в Англии) и, исповедуя католицизм, воспитывала в нём своих детей. Джейн была вторым ребёнком в семье после старшей сестры — Сьюзан Элизабет, которая родилась в 1941 году. Сперва Джейн училась в Грейстоунской школе Брадфорда, а позднее, когда семья переехала в Скарборо, в начальной школе округа Ньюби. Летом 1955 года мать Джейн тяжело заболела и вскоре умерла. Вскоре Джейн Харрисон успешно сдала экзамен 11+ и поступила в Женскую гимназию Скарборо. В 1961 году она вслед за отцом переехала в Донкастер, где до 1962 года училась в Донкастерской гимназии.

### Карьера
Прежде чем стать бортпроводником, Джейн Харрисон пробовала себя в нескольких различных областях. С 1962-го по 1964-й год она работала в Мартинс-Банке, однако эта работа показалась ей несколько скучной, и она стала рассматривать другие возможности, в частности — работу бортпроводника в авиакомпании British Overseas Airways Corporation (BOAC). Однако на тот момент она ещё не достигла возраста 21 год, требуемого авиакомпанией. Требования, предъявляемые к девушкам-кандидатам на должность бортпроводника, включали в себя свободное владение как минимум одним иностранным языком и опыт работы с детьми (например, в качестве няни). Чтобы получить необходимый опыт и полнее освоить французский язык, Харрисон устроилась няней в семье швейцарского фермера в кантоне Невшатель. Позже она работала няней в Сан-Франциско. Именно в период своей жизни в Сан-Франциско Джейн Харрисон подала заявление в BOAC с просьбой о приёме на работу в качестве бортпроводника. В 1966 году она была принята в штат компании. После прохождения профессиональной подготовки Джейн Харрисон стала бортпроводником на самолётах Boeing 707. Она поселилась в Кенсингтоне, снимая общую квартиру на паях с несколькими другими бортпроводницами. Кроме того, она стала сотрудничать с компанией Universal Aunts, подрабатывая от случая к случаю няней; одним из её подопечных был актёр Джейсон Коннери (род. 1963) — сын Шона Коннери. В этот период Джейн сменила несколько ухажёров, по крайней мере один из которых сделал ей предложение о браке. Джейн отклонила это предложение, сказав, что они оба слишком молоды, чтобы создавать семью.

### Подвиг и гибель
8 апреля 1968 года Харрисон попросила назначить её на рейс 712WH из Хитроу в Сидней через Цюрих, Тель-Авив, Тегеран, Бомбей, Сингапур и Перт. По словам другой бортпроводницы, обслуживавшей тот рейс, она объясняла это тем, что была приглашена на некую свадебную церемонию в Сиднее. Существует мнение, что истинной причиной было желание увидеться с пилотом авиакомпании Qantas, с которым она познакомилась тремя месяцами ранее.
В 16:27 по британскому стандартному времени (15.27 GMT), борт 712 вылетел из Хитроу. Вскоре после взлёта начался пожар одного из левых двигателей. Ещё через минуту двигатель отделился от самолёта. Экипажу удалось посадить самолёт, но пламя продолжило распространяться по крылу, подойдя к фюзеляжу. Началась экстренная эвакуация пассажиров. Хвостовая часть фюзеляжа, где выполняла свои обязанности Джейн Харрисон, подверглась воздействию огня в первую очередь. Харрисон и второй бортпроводник Брайан Тейлор (Bryan Taylor) развернули аварийный надувной трап у служебной двери по правому борту хвостовой части фюзеляжа. Однако при развёртывании трап перекрутился, и Тейлор, который отвечал за развёртывание данного трапа, был вынужден спуститься вниз, чтобы привести его в рабочее положение. Вернуться на борт самолёта он не мог.
После того, как аварийный трап был приведён в рабочее состояние, Харрисон помогла пяти пассажирам покинуть по нему горящий самолёт. Однако искры от пожара подожгли трап (расследование катастрофы впоследствии выявило их недостаточную защищённость от огня) и он быстро сгорел. После этого ещё пять человек смогли покинуть самолёт через этот выход: четыре пассажира просто выпрыгнули с самолёта на землю, и ещё одного человека Харрисон вытолкнула насильно.
Уже эвакуировавшиеся пассажиры и другие люди на земле видели, как Харрисон собиралась сама выпрыгнуть из самолёта, но внезапно вернулась в горящую пассажирскую кабину, несмотря на то, что из двери повалил густой чёрный дым и показалось пламя. На следующий день тело Джейн Харрисон было найдено среди останков сгоревшего самолёта вблизи кормовой двери вместе с телами четырёх пассажиров: Эстер Коэн — женщины-инвалида из Израиля, Мэри Смит — вдовы из Австралии, Катрин Ширер (Catherine Shearer) — молодой австралийской учительницы, и Жаклин Купер — восьмилетней девочки. В процессе расследования катастрофы было установлено, что смерть всех пяти наступила в результате «удушья при вдыхании продуктов горения». По мнению одного из бортпроводников, эвакуацию оставшихся пассажиров могла затруднить ограниченная подвижность Эстер Коэн, которая, возможно, загородила выход остальным пассажирам (она, фактически, не могла передвигаться самостоятельно и была довольно полной). Кроме того, по воспоминаниям одного из пассажиров, Катрин Ширер находилась в состоянии ступора, вызванного, по-видимому, страхом.
На момент гибели Джейн Харрисон было 22 года. Она похоронена на Фулфордском кладбище в Йорке.

## Награды
8 августа 1969 года королева Елизавета II, по представлению Президента Торговой палаты Великобритании Энтони Кросленда, своим указом посмертно наградила Барбару Джейн Харрисон крестом Георга. Харрисон, таким образом, стала самой молодой из женщин, награждённых британским Георгиевским крестом, и единственной женщиной, награждённой им в мирное время.

## Память
Памятные таблички с именем Барбары Джейн Харрисон имеются в церкви Св. Лаврентия в деревне Скалби (на окраине Скарборо), в часовне Св. Георгия в аэропорту Хитроу, в ратуше Брадфорда и в Национальном Дендрарии в Стаффордшире.